# Best Coast
Best Coast är en amerikansk indiepopgrupp från Los Angeles, Kalifornien, bildad av Bethany Cosentino och Bobb Bruno 2009. Nuvarande medlemmar är förutom Cosentino och Bruno också Ali Koehler. Jennifer Clavin och Adam Garcia, båda trummisar, har tidigare spelat i bandet. 
I juli 2010 släppte Best Coast sitt första fullängdsalbum Crazy For You.

## Diskografi
Studioalbum
- Crazy for You (2010)
- The Only Place (2012)

EP
- Where the Boys Are (2009)
- Make You Mine (2009)
- Something in the Way (2010)
- Summer Is Forever (2011) (med Wavves och No Joy)
- iTunes Session (2011)
- Fade Away (2013)

Singlar
- Sun Was High (So Was I) (2009)
- When I'm with You (2009)
- Far Away (2010)
- Boyfriend (2010)
- Crazy For You (2011)
- Our Deal (2011)
- The Only Place (2012)
- Why I Cry (2012)
- Storms (2012)
- Do You Love Me Like You Used To (2012)
- Fear of My Identity (2013)
- Who Have I Become (2013)
- I Don't Know How (2013)
- This Lonely Morning (2013)